# Asociación pública de fieles
Una asociación pública de fieles es una asociación de fieles de la Iglesia católica erigida para fines que por su propia naturaleza están reservados a la autoridad eclesiástica o a los que a juicio de esta no se provea suficientemente con la iniciativa privada. Las asociaciones públicas de fieles son siempre personas jurídicas públicas que actúan en nombre de la Iglesia y sus bienes tienen la consideración legal de bienes eclesiásticos. Algunos ejemplos de estas son las hermandades y cofradías de penitencia (especialmente en España y Hispanoamérica), Cáritas o Manos Unidas.

## Fines
Los fines de las asociaciones públicas de fieles deben ser fines propios de las personas jurídicas de la Iglesia católica (obras de piedad, apostolado o caridad que trascienden el fin de los individuos), bien reservados por su propia naturaleza a la autoridad eclesiástica (como, por ejemplo, transmitir la doctrina cristiana en nombre de la Iglesia o promover el culto público), o bien a los que a juicio de la misma autoridad no se provea suficientemente por la iniciativa privada de los fieles.

## Autoridad eclesiástica competente
La autoridad eclesiástica competente para erigir, vigilar y, en su caso, suprimir asociaciones públicas de fieles queda determinada comúnmente por el ámbito de actividad de éstas, y de acuerdo con el canon 312 §1 del vigente Código de Derecho Canónico será:
- La Santa Sede, para las asociaciones universales e internacionales; dentro de ésta las competencias corresponden habitualmente al Pontificio Consejo para los Laicos.[3]
- La conferencia episcopal, dentro de su territorio, para las asociaciones que por la misma erección miran a ejercer su actividad en toda la nación (asociaciones nacionales).
- El obispo diocesano, dentro de su territorio, para las asociaciones diocesanas, salvo aquellas en las que por privilegio papal el derecho de erección esté reservado a otras personas.

A la autoridad eclesiástica le corresponde ejercer sobre las asociaciones públicas de fieles bajo su responsabilidad las siguientes funciones:
1. Erigirlas, con lo cual quedan constituidas en personas jurídicas públicas en la Iglesia.[4]
2. Aprobar sus estatutos y cualquier modificación de estos.[5]
3. Confirmar al presidente de una asociación pública elegido por ésta, o instituir al que haya sido presentado o nombrado por derecho propio,[6] así como removerlo, con justa causa, oyendo antes al presidente y a los oficiales mayores (cargos) de la asociación, según la norma de los estatutos.[7]
4. Nombrar al capellán o asistente eclesiástico,[6] así como removerlo conforme a derecho.[7]
5. Designar, en circunstancias especiales cuando lo exijan graves razones, un comisario que dirija temporalmente la asociación en nombre de la misma autoridad.[8]
6. Vigilar que en las asociaciones se conserve la integridad de la fe y las costumbres, y evitar que se produzcan abusos en la disciplina eclesiástica.[9]
7. La superior dirección de la administración de los bienes de la asociación, incluyendo la rendición de cuentas y la autorización de las enajenaciones de bienes y otros actos de administración económica extraordinaria.[10]
8. Suprimir la asociación, por causa grave y después de oír a su presidente y demás oficiales mayores.[11]

## Miembros
Sólo los fieles en plena comunión con la Iglesia católica pueden formar parte de las asociaciones públicas. Quien públicamente rechace la fe católica, o se haya apartado de la comunión eclesiástica, o se encuentre condenado por una excomunión impuesta o declarada, no puede ser admitido válidamente a una asociación pública. Si estas circunstancais concurren en un miembro ya incorporado, darán lugar a su expulsión, después de haber sido debidamente amostenado de acuerdo con los estatutos, y dejando a salvo el derecho de recurso a la autoridad eclesiástica competente.